# Gunnar Nygren
Gunnar Nygren , född 1954 i Landvetter, är en svensk journalist, medieforskare och författare. Han är professor emeritus i journalistik vid Södertörns högskola och har forskat om lokaljournalistik, om journalistiskt arbete och yrkesroll.
Nygren avlade journalistexamen 1977 och arbetade under många år som reporter, redigerare och nyhetschef, främst på lokaltidningar. Mot slutet av 1990-talet började han forska om journalistik. År 2005 disputerade han vid Stockholms universitet/JMK på en avhandling om lokaljournalistik i Storstockholm. År 2008 blev han lärare i journalistik vid Södertörns högskola i Flemingsberg och utsågs 2012 till professor i journalistik. Mellan 2018 och 2023 var Gunnar Nygren ledamot i Mediestödsnämnden.
2022 utkom han med boken Kolning – historier och hantverk.